# Гот-Спрінгс-Вілледж (Арканзас)
Гот-Спрінгс-Вілледж (англ. Hot Springs Village) — переписна місцевість (CDP) в США, в округах Гарленд і Салін штату Арканзас. Населення — 15 861 особа (2020).

## Географія
Гот-Спрінгс-Вілледж розташований за координатами 34°39′32″ пн. ш. 92°58′8″ зх. д. / 34.65889° пн. ш. 92.96889° зх. д. (34.658855, -92.968998).  За даними Бюро перепису населення США в 2010 році переписна місцевість мала площу 144,27 км², з яких 138,61 км² — суходіл та 5,65 км² — водойми. В 2017 році площа становила 154,97 км², з яких 147,44 км² — суходіл та 7,53 км² — водойми.

## Демографія
Згідно з переписом 2010 року, у переписній місцевості мешкало 12 807 осіб у 6593 домогосподарствах у складі 4759 родин. Густота населення становила 89 осіб/км².  Було 7963 помешкання (55/км²). 
Расовий склад населення:
| - 97,0 % — білих - 1,1 % — чорних або афроамериканців - 0,4 % — азіатів - 0,2 % — корінних американців |

До двох чи більше рас належало 0,8 %. Іспаномовні складали 1,5 % від усіх жителів.
За віковим діапазоном населення розподілялося таким чином: 6,8 % — особи молодші 18 років, 36,2 % — особи у віці 18—64 років, 57,0 % — особи у віці 65 років та старші. Медіана віку мешканця становила 67,3 року. На 100 осіб жіночої статі у переписній місцевості припадало 89,8 чоловіків;  на 100 жінок у віці від 18 років та старших — 89,4 чоловіків також старших 18 років.
Середній дохід на одне домашнє господарство  становив 70 877 доларів США (медіана — 54 936), а середній дохід на одну сім'ю — 78 694 долари (медіана — 62 531). Медіана доходів становила 51 510 доларів для чоловіків та 31 368 доларів для жінок. За межею бідності перебувало 4,9 % осіб, у тому числі 17,1 % дітей у віці до 18 років та 2,1 % осіб у віці 65 років та старших.
Цивільне працевлаштоване населення становило 2776 осіб. Основні галузі зайнятості: освіта, охорона здоров'я та соціальна допомога — 26,7 %, мистецтво, розваги та відпочинок — 11,9 %, фінанси, страхування та нерухомість — 10,6 %.